# 光政村
光政村（みつまさそん）は、岡山県上道郡にあった村。現在の岡山市東区の一部にあたる。

## 地理
砂川と百間川の合流点付近の平坦地に位置していた。

## 歴史
- 1889年（明治22年）6月1日、町村制の施行により、上道郡光津村、政津村が合併して村制施行し、光政村が発足[1][2]。旧村名を継承した光津、政津の2大字を編成[2]。
- 1892年（明治25年）水害で大きな被害を受けた[2]。
- 1893年（明治26年）水害で大きな被害を受けた[2]。
- 1934年（昭和9年）水害で大きな被害を受けた[2]。
- 1953年（昭和28年）2月1日、上道郡古都村・西大寺町・可知村・津田村・九蟠村・金田村、邑久郡豊村・太伯村・幸島村・邑久町（一部）と合併し、市制施行し西大寺市を新設して廃止された[1][2]。

### 地名の由来
沖新田の干拓を命じた池田光政の偉業を伝える意味を込めて、合併両村名を折衷した。

## 産業
- 農業[2]

## 教育
- 1893年（明治26年）大字政津に光政津田両村組合立政田尋常小学校を開校[2]。1911年（明治44年）高等科を設置[2]。